# Kylen Granson
Kylen Granson (Austin, 27 marzo 1998) è un giocatore di football americano statunitense che milita nel ruolo di tight end per gli Indianapolis Colts della National Football League (NFL).

## Carriera

### Indianapolis Colts
Granson al college giocò a football alla Rice University (2016-2017) e a SMU (2018-2020). Fu scelto nel corso del quarto giro (127º assoluto) nel Draft NFL 2021 dagli Indianapolis Colts. Debuttò come professionista subentrando nella gara del primo turno contro i Seattle Seahawks. Nella settimana 4 ricevette il suo primo passaggio da 3 yard. La sua stagione da rookie si chiuse con 11 ricezioni per 106 yard disputando tutte le 17 partite, nessuna delle quali come titolare.